# 国際保険協会連盟
国際保険協会連盟（）は、各国の保険協会の連合会。前身は国際保険協会会議（IMIA）で、その後身の国際保険協会ネットワーク（INIA）を改組して2012年に発足した。

## 概要
2012年10月9日に米国・ワシントンD.C.で開催された会合で、損保協会を含む31の保険協会をメンバーとして正式に発足した。保険監督者国際機構（IAIS）による国際保険監督規制の策定や、各国の監督規制および通商障壁等に関する共同意見発出、情報交換、保険協会間の交流等の活動に関与する。2022年3月現在、67か国をカバーする43の会員協会と1つのオブザーバー協会で構成されている。これら保険会社が引き受けている保険額の割合は、全世界の保険料総額の約89％である。
この連盟には14のワーキンググループ（高齢化社会、マネーロンダリング・テロ資金供与対策、資本、ComFrame、気候リスク、コーポレートガバナンス、サイバーリスク、破壊的技術、エクストリームイベント、金融包摂、マーケットコンダクト、システミックリスク、税制、通商）が設けられており、意見発出や政策提言、情報交換等の活動に取り組んでいる。